# Werner Heiduczek

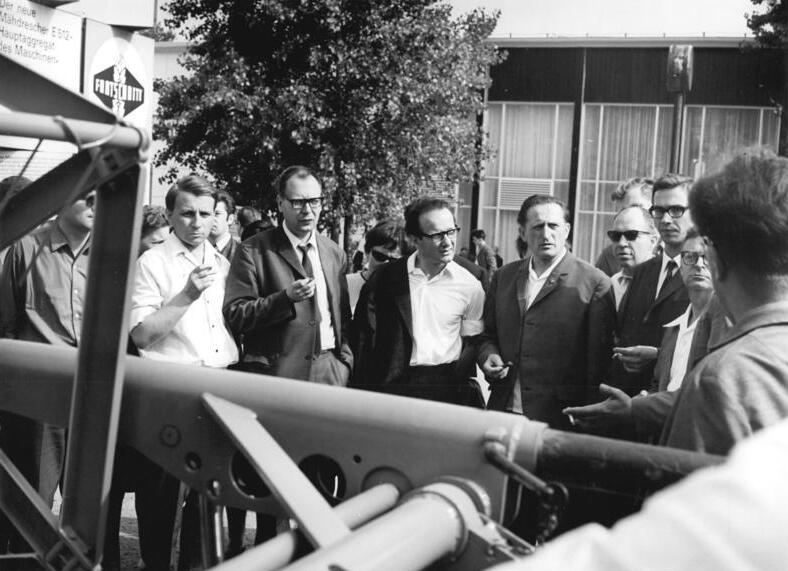
Écrivains à l'agra, Leipzig, 5 juillet 1968, de gauche à droite : Werner Bräunig, Jochen Schäfers, Werner Heiduczek et.

Werner Heiduczek, né le 24 novembre 1926 à Hindenburg-en-Haute-Silésie et mort le 28 juillet 2019 à Zwenkau, est un écrivain allemand. Ses œuvres ont été traduites dans plus de 20 langues.

## Biographie
Werner Heiduczek est un des cinq enfants d'une famille de mineurs catholiques silésiens. Son père est mineur dans le district minier de Haute-Silésie. Werner Heiduczek se porte volontaire en 1942 comme tireur antiaérien pendant la Seconde Guerre mondiale. Comme il souhaite aller au front, la conscription dans la Wehrmacht en 1944 n'est pas gênante. Cependant, il ne participe pas aux opérations sur le front.
Il fuit la captivité américaine vers la zone orientale et est fait prisonnier de guerre par les soviétiques, mais il échappe aux travaux forcés en Union soviétique. À partir de janvier 1946 à Herzberg, il participe à un cours pour les Neulehrer et enseigne de septembre à novembre 1946 à l'école du village de Wehrhain. Jusqu'en 1952, il travaille comme enseignant, inspecteur scolaire et enfin conseiller scolaire de district à Mersebourg. À partir de 1953, il termine des études supérieures en pédagogie à Potsdam avant de reprendre le service scolaire en 1961. De 1961 à 1964, il enseigne l'allemand au Goethe-Gymnasium de Bourgas, en Bulgarie. À partir de 1965, il travaille comme écrivain indépendant à Halle-sur-Saale.
Werner Heiduczek écrit d'abord des histoires, des pièces de théâtre et des pièces radiophoniques pour les enfants et les jeunes. Dans des ouvrages ultérieurs, il se penche sur le sort des expulsés et leur intégration dans la société de la RDA. Son roman Tod am Meer de 1977, l'équilibre autobiographique coloré et sceptique de la vie d'un artiste de la RDA, est interdit en 1978 lors de l'intervention de l'ambassadeur soviétique en RDA Peter Abrassimov (en) pour des passages prétendument antisoviétiques. Werner fait allusion au viol de femmes allemandes par des soldats soviétiques après la Seconde Guerre mondiale. Jusqu'à la fin de la RDA, Heiduczek utilise de plus en plus des matériaux issus de contes de fées et de légendes.
Werner Heiduczek est membre de l'Association des écrivains de la RDA depuis 1960 ; depuis 1990, il est membre de l'Association des écrivains allemands et du Centre PEN Allemagne, et depuis 1992 de l'Académie libre des arts à Leipzig.
Werner Heiduczek et son épouse Dorothea (professeure morte en 1998) ont trois filles (la plus jeune est morte en 1996). Devenu veuf, en 2001 il rencontre la journaliste Traudel Thalheim - il vit avec elle à Leipzig jusqu'à la fin de sa vie,.

## Récompenses
- Prix Heinrich Mann 1969
- Prix Haendel de la ville de Halle-sur-Saale 1969
- Kunstpreis der Stadt Leipzig 1970
- Alex-Wedding-Preis (en) 1988
- Eichendorff-Literaturpreis (en) der Stadt Wangen im Allgäu 1995
- En 1996, la ville de Leipzig lui a décerné le ruban d'honneur "Werner Heiduczek pour ses 70 ans" (responsable : Reinhard Stridde, essai : Carsten Wurm, bibliographie : Ulrich Kiehl).,  (ISBN 3-86061-012-0)[8].
- Ehrenmedaille der Stadt Leipzig 1997
- Ordre du Mérite de la République fédérale d'Allemagne am Bande 1999[9].

## Œuvres

### En tant qu'auteur
Die Deutsche Nationalbibliothek listet zum Autor Werner Heiduczek insgesamt 119 Publikationen auf (Stand: 29. Juli 2019).
Autobiographie
- Die Schatten meiner Toten. Verlag Faber und Faber, Leipzig 2005,  (ISBN 978-3-86211-014-8).

Livres d'images
- Jana und der kleine Stern. Eine Bilderbuchgeschichte. LeiV, Leipzig 1994,  (ISBN 3-928885-67-7) (EA Berlin 1968)[11].
- Laterne vor der Bambushütte. Kinderbuchverlag, Berlin 1969[11].
- Der kleine häßliche Vogel. Zwei Bilderbucherzählungen. Faber & Faber, Leipzig 2006,  (ISBN 978-3-86730-006-3) (EA Berlin 1973)[12].
- Vom Hahn, der auszog, Hofmarschall zu werden. Arena-Verlag, Würzburg 1996,  (ISBN 3-401-07210-2) (EA Berlin 1975)[12].
- Der singende Fisch. Kinderbuchverlag, Berlin 2000,  (ISBN 3-358-02235-8) (zusammen mit Jutta Mirtschin)

Histoires, contes de fées
- Matthes und der Bürgermeister. Mitteldeutscher Verlag, Halle/Saale 1961[13]
- Die Brüder. 5. Aufl. Kinderbuchverlag, Berlin 1976 (EA Berlin 1968)[14]
- Mark Aurel oder Ein Semester Zärtlichkeit. Verlag Neues Leben, Berlin 1988,  (ISBN 3-355-00791-9) (EA Berlin 1971)[12].
- Jule findet Freunde. Erzählungen (Robinsons billige Bücher; Bd. 41). Kinderbuchverlag, Berlin 1961.
- Das verschenkte Weinen. Märchen und Mythen. Kiepenheuer Verlag, Leipzig 1991,  (ISBN 3-378-00471-1) (EA Berlin 1977).
- Dulittls wundersame Reise. Eine Erzählung. Kinderbuchverlag, Berlin 1986,  (ISBN 3-358-00734-0)[12].
- Reise nach Beirut. Verfehlung. Mitteldeutscher Verlag, Halle/Saale 1986,  (ISBN 3-354-00040-6).

Essais
- Verfall einer Zeit. Beispiel Leipzig. Weidlich Flechsig, Würzburg 1992,  (ISBN 3-8035-1353-7) (zusammen mit Gerhard Hopf und Falk Brunner).
- Deutschland – kein Wintermärchen oder Draußen vor der Tür. Verlag Europäische Ideen, Berlin 1993.
- Jeder ist sich selbst der Fernste. Plöttner, Leipzig 2010,  (ISBN 978-3-95537-039-8).
- Vom Glanz und Elend des Schreibens. Plöttner, Leipzig 2011,  (ISBN 978-3-95537-038-1).

Livres pour enfants
- Matthes. 6. Aufl. Kinderbuchverlag, Berlin 1979 (EA Berlin 1962)[12]
- Der kleine Gott der Diebe. LeiV, Leipzig 1992,  (ISBN 3-928885-20-0).

Nacherzählungen
- Die seltsamen Abenteuer des Parzival. Fischer Taschenbuchverlag, Frankfurt/M. 1989,  (ISBN 3-596-28308-6) (EA Berlin 1974; frei nach Wolfram von Eschenbach)[12].
- Die schönsten Sagen aus Firdausis „Königsbuch“. 4. Aufl. Kinderbuchverlag, Berlin 1989,  (ISBN 3-358-01413-4) (EA Berlin 1982).
- Der Schatten des Sijawusch. Mitteldeutscher Verlag, Halle/Saale und Leipzig 1986.
- Orpheus und Eurydike. Kinderbuchverlag, Berlin 1989,  (ISBN 3-358-01288-3).
- King Lear. Sonnenberg-Presse, Chemnitz 2000 (zusammen mit Andrea Lange).

Romane
- Abschied von den Engeln. 9. Aufl. Mitteldeutscher Verlag, Halle/Saale 1968.
- Tod am Meer. Aufbau-Taschenbuchverlag, Berlin 1999,  (ISBN 3-7466-1584-4) (EA Halle/Saale 1977).

Pièces de théâtre
- Jule findet Freunde. Schauspiel in zehn Bildern. Hofmeister Verlag, Leipzig 1959.
- Der Gast aus Saadulla (UA 1985 Neue Szene Leipzig)
- Das andere Gesicht. Schauspiel von Werner Heiduczek. Plöttner, Leipzig 2011,  (ISBN 978-3-86211-050-6)

Werkausgabe
- Im Querschnitt. Prosa, Stücke, Notate. Mitteldeutscher Verlag, Halle/Saale 1976.
- Im gewöhnlichen Stalinismus. Meine unerlaubten Texte, Tagebücher, Briefe, Essays. Kiepenheuer Verlag, Leipzig 1991,  (ISBN 3-378-00453-3).

### En tant qu'éditeur
- Die sanfte Revolution. Prosa, Lyrik, Protokolle, Erlebnisberichte, Reden. Kiepenheuer, Leipzig 1990,  (ISBN 3-378-00421-5) (zusammen mit Stefan Heym).